# 루팅 (안드로이드)
루팅(영어: rooting)은 모바일 기기에서 구동되는 안드로이드 운영 체제 상에서 최상위 권한(루트 권한)을 얻음으로 해당 기기의 생산자 또는 판매자 측에서 걸어 놓은 제약을 해제하는 행위를 가리키는 말이다.
이 루팅을 통해 해당 기기의 사용자들은 생산자 또는 판매자 측에서 공식 제공하는 버전보다 더 높은 버전의 안드로이드나 CyanogenMod처럼 사용자들이 임의로 개조한 안드로이드를 설치 및 구동할 수 있으며, 사용자가 속한 지역의 안드로이드 사용자들에게 판매하지 않는 프로그램들을 구입하거나 일반 사용자 권한 이상의 권한 등을 필요로 하는 프로그램들을(백업 프로그램, 하드웨어 해킹 프로그램 등) 사용할 수 있다.
안드로이드 특성상 반드시 최고권한(관리자)이 필요한 동작(카메라무음, 파일접근, 시스템앱삭제 등등)을 수행하고자 할 때 진행된다. 한 번 루팅된 안드로이드는 언루팅 하지 않는 이상 몇 번이고 supersu를 지웠다 설치했다 해도 루팅은 그대로 유지된다.
기기의 생산자 또는 판매자 측에서 걸어 놓은 제약을 해제한다는 면에서 iOS 관련 용어인 탈옥(Jailbreaking)과 비슷하지만 안드로이드 루팅은 서드파티 프로그램 설치를 막아 놓은 AT&T 안드로이드 폰들을 제외하고는 루팅 없이도 구글 플레이에서 제공하지 않는 프로그램을 따로 구할 필요가 없다는 차이점이 있다.

## 루팅 관련 앱

### 슈퍼유저
슈퍼유저(Superuser)는 루팅 후 필수적으로 설치되는 앱으로, 루팅 앱의 슈퍼유저 권한을 부여한다.
어떤 루팅 툴은 슈퍼유저 대신 슈퍼SU가 설치되는 툴도 있다. ChainsDD라는 사람이 제작하였고, Google PLAY에서 유료(4000) 배포 중이다.

### 슈퍼SU
슈퍼SU(SuperSU)는 루팅 후 필수적으로 설치되는 앱으로, 루팅 앱의 슈퍼SU 권한을 부여한다.
어떤 루팅 툴은 슈퍼SU 대신 슈퍼유저가 설치되는 툴도 있다. Chainfire라는 사람이 제작하였고, Google PLAY에서 무료로 배포 중이다.

### 루트 익스플로러
루트 익스플로러(Root Explorer)는 파일 관리 앱으로, 시스템의 기본 애플리케이션을 삭제하거나, 일반 앱을 시스템이 기본 앱으로 인식하게도 한다. 루트 권한이 필요하다.

### Uninstall
언인스톨(Uninstall)은 앱 삭제 관련 유틸리티이다. 안드로이드 시스템에 설치되어 있는 모든 App(System, User)을 삭제할 수 있다. 일반적으로 앱을 삭제하기 위해
app 폴더에 접근하여 일일이 찾아서 삭제하고 달빅캐시, 데이터까지 모두 삭제해야 하지만 언인스톨러는 [체크 -> Uninstall] 과정이면 일련의 앱 삭제과정이
이루어진다. 단, 지우지 말아야 할 앱을 지울 경우 휴대폰이 손상되어 큰 타격을 입거나 휴대폰의 핵심기능을 사용할 수 없게 된다.

### Screen cast
휴대전화 화면을 촬영하는 애플리케이션이다.
루팅 후 설치해 실행하면 휴대전화 화면을 간편하게 촬영할 수 있으며, 저장할 수 있다.

### Xposed
루팅 전용 모듈관리 및 설치 관련 프레임웍. 
최근 CWM을 통한 루팅이 활성화되면서 알려지기 시작한 프레임웍이다.
이미 외국에서는 루팅 사용자들 사이에 크게 자리매김 하고 있다.

### 방화벽 설정앱
앱들의 데이터 사용 여부를 막을 것인가 설정하는 방화벽 앱을 설치할 수 있다.

## 적법 여부

### 미국
2010년 7월 26일, 미국의 저작권 사무국에서는 기기의 최상위 권한 획득, 비공식 서드파티 프로그램 설치, 복수의 통신 서비스 이용을 목적으로 하는 잠금장치 해제에 대하여 합법이라고 밝혔다.

### 루팅에 대한 오해
루팅은 기기의 최고 권한을 획득하는 과정을 말하며 자기 자신의 것을 해킹하는 것이기 때문에 합법이다. 하지만 루팅을 활용해 시스템이나 앱 안에 있는 사유 재산인 라이브러리나 어셋, 소스 코드를 유출하는 등의 행위 및 루팅을 활용한 게임 해킹은 불법으로 간주될 수 있으므로 주의하기 바란다.

### 루팅에 대한 의도
기기 사용자들이 루팅을 하는 대표적 이유는 바로 불필요한 앱이 단말기 시스템에 내장되어 있어 삭제 불가능하기 때문에 이용자들의 불편때문이라고 할 수 있다. 어느 통신사의 관련되거나 광고수익 목적의 앱들이 삭제 불가능한 기본 앱이기에 용량 차지와 앱의 개인정보 접근권한에 대한 불편이 생겨 지운다고 한다.

## 같이 보기
- iOS 탈옥